# Saltfjellet
Saltfjellet is een gebergte in de Noorse provincie Nordland.
De Saltfjell is een van de grootste gebergtes in Noorwegen en daarnaast de plek waar de Noordpoolcirkel door het land snijdt. Het gebergte ligt in zeven gemeenten: Saltdal, Bodø, Beiarn, Gildeskål, Meløy, Rødøy en Rana. De hoogste berg is de Ølfjellet, die op het hoogste punt 1751 meter boven de zeespiegel ligt. De gletsjer Svartisen bestaat eigenlijk uit twee gletsjers, die gescheiden worden door de Glomdalenvallei en de rivier Glomåga. In totaal is 2587 km²  van het gebied beschermd als Nationaal park Saltfjellet-Svartisen.
Er zijn twee belangrijke routes over de bergen van dit gebergte. De eerste is Europese weg 6, die in 1937 werd geopend en in 1972 geasfalteerd. Deze weg was tot 1968 elk jaar in de winter gesloten. De andere route is spoorlijn Trondheim - Bodø, die ook bekendstaat onder de naam "Nordlandsbanen". De spoorlijn werd in de Tweede Wereldoorlog gebouwd en in 1947 in gebruik genomen.